# Colegiul Național Mihai Viteazul din București
Colegiul Național Mihai Viteazul din București este un liceu, fondat în anul 1865. Este situat pe bulevardul Pache Protopopescu, în sectorul 2 al orașului.
Școala ce poartă numele ilustrului voievod al Țării Românești, Mihai Viteazul, a luat ființă în anul 1865, constituită mai întâi ca o subdiviziune a Liceului „Sfântul Sava”. După doi ani își dobândește statutul autonom și până la sfârșitul Primului Război Mondial instituția va funcționa în diverse locații. Construcția actualului sediu din Bulevardul Pache Protopopescu nr. 62 a început în anul 1921 și a fost finalizată, în linii generale, după patru ani. Rând pe rând au fost ridicate sălile de curs, laboratoarele de botanică, zoologie, geografie, acquarium, biblioteca (a carui fond inițial de carte s-a ridicat la 20000 de volume și care a fost deschisă încă de la început marelui public), internatul, o sală de spectacole cu o capacitate de peste 1000 de locuri, o capelă (înzestrată cu unul dintre puținele paraclisuri dintr-o unitate școlara din România epocii și care a fost inaugurată festiv în 1936 prin participarea patriarhului Miron Cristea), un amfiteatru (care a purtat numele ministrului liberal al educației, dr. Constantin I. Angelescu) și o sală de educație fizică, care de la început a fost foarte bine utilată.
La un secol și jumătate de existență, prezentul onorează tradiția. Colegiul Național „Mihai Viteazul” este unul dintre liceele de top din București și din țară: în anul 2014, „Mihai Viteazul” ocupă locul al treilea în Capitală, conform rezultatelor obținute la examenul de bacalaureat.  În plus, liceul se remarcă prin activitățile extracurriculare variate la care elevii pot participa și anume: Departamentul de Activități, Trupa de teatru „Orpheus” (una dintre cele mai bune trupe de liceeni), Clubul de dezbatere „Pache”, Clubul MUN (Model United Nations), Corul CNMV, Revista „Plăcinta cu dovleac” (cu o tradiție de peste 50 de ani), schimburile de experientă cu Olanda si Statele Unite, „Odyssey of the Mind”, dar și echipele de baschet, handbal, volei și fotbal. De asemenea liceul are propriul post de radio, „La Mishu”, și oferă pregătire pentru examenele CISCO și ECDL. Liceul este implicat în mai multe proiecte, cum ar fi Comenius, Grundtvig, Fundația ecologică „Floare de Colț” sau proiectul „"De vorbă cu...”, care aduce în liceu diverse personalități.
Clădirea este înscrisă în Lista monumentelor istorice 2010 - Municipiul București - cod LMI B-II-m-B-19484.